# Ocyptamus sagittiferus
Ocyptamus sagittiferus är en tvåvingeart som först beskrevs av Austen 1893.  Ocyptamus sagittiferus ingår i släktet Ocyptamus och familjen blomflugor.
Artens utbredningsområde är Jamaica. Inga underarter finns listade i Catalogue of Life.